# Celule stem embrionice
Celulele stem embrionare (CSE) sunt celule stem pluripotente derivate din masa celulară internă a unui blastocist, un embrion aflat în stadiu incipient de pre-implantare. Embrionii umani ajung în stadiul de blastocist la 4-5 zile după fertilizare, moment în care sunt compuși din 50-150 de celule. Izolarea masei celulare interne (embrioblast) folosind imunochirurgia are ca rezultat distrugerea blastocistului, un proces care ridică probleme etice, inclusiv dacă embrionii aflați în stadiul de preimplantare au sau nu aceleași considerații morale ca embrionii aflați în stadiul de dezvoltare postimplantare.
Cercetătorii se concentrează în prezent în mare măsură pe potențialul terapeutic al celulelor stem embrionare, utilizarea clinică fiind obiectivul multor laboratoare. Utilizările potențiale includ tratamentul diabetului și al bolilor de inimă. Celulele sunt studiate pentru a fi utilizate ca terapii clinice, modele de tulburări genetice și repararea celulară/a ADN-ului. Cu toate acestea, au fost raportate și efecte adverse în cercetare și în procesele clinice, cum ar fi tumorile și răspunsurile imune nedorite.